# صدیق برمک
صدیق برمک (زاده ۷ سپتامبر ۱۹۶۲ در ولایت پنجشیر) کارگردان اهل افغانستان است. فیلم‌های او مانند اسامه، بیگانه و جنگ تریاک برنده جوایز بین‌المللی شده‌اند.
برمک فوق لیسانس خود را در رشته فیلم سازی از دانشگاه سینمایی مسکو دریافت کرد.
چند تا فیلم کوتاه داستانی و سه تا مستند کار هایست که در مراحل مختلف و دشوار زندگی سیاسی و اجتماعی افغانستان، به سر رسانیده. اسامه نخستین فیلم بلند سینمایی اش است که پس از سقوط طالبان روی پرده رفت و جوایز سینمایی زیادی را برای سینمای افغانستان به دست‌آورد. جنگ تریاک را در ۲۰۰۸ به پایان رساند. تهیه‌کنندگی شش فیلم بلند و کوتاه، ایجاد اتحادیه سینماگران افغانستان، نشر نخستین مجله سینمایی در افغانستان، فعالیت‌هایی در جهت فراهم آوری زمینه‌های آموزش و ساخت فلم برای سینماگران جوان، داوری در جشنواره‌های بین‌المللی و آموزش سینِما در دانشگاه کابل، کارهایست که در طی این سال‌ها انجام داده است.
پلاک یادبود فلینی را که هدیه این سازمان به فیلمسازان برگزیده‌است توسط آقای ماتسورا، مدیر کل یونسکو، به صدیق برمک برای فیلم اسامه در سال ۲۰۰۳ اهدا شد.
صدیق برمک می‌گوید: «دنیا متوجه شده‌است که اگر افغان‌ها بتوانند نفسی به راحتی بکشند، استعداد این را دارند که سازنده صلح و آرامش باشند و عشق بیافرینند.»

## زندگی
صدیق الله برمک در ۱۶ سنبله سال ۱۳۴۱ در دهکده گُداره در شهرکِ شصت ولسوالی رُخه در ولایت پنجشیر به دنیا آمد. کودکی را با خانواده‌اش در همان قریه گذراند و هنگامی که پدرش، که پلیس بود، به کابل منتقل شد با خانواده به کابل رفتند. او از کودکی به سینما علاقه داشت. پس از پایان مکتب کنکور داد و در دانشکده ساینسِ دانشگاه کابل قبول شد. در این زمان نیروهای شوروی به افغانستان آمدند و در این کشور اتحادیه‌هایی مانند اتحادیه هنر و سینما تأسیس شد. برمک و دوستانش عضو شدند و بورسی برای تحصیل سینما در دانشگاه مسکو دریافت کرد.
البته برمک و دوستانش که عضو حزب دمکراتیک خلق افغانستان نبودند، مشکلاتی نیز با شوروی داشتند. مثلاً در خانه پسرخاله‌اش نمایش نامه‌ای رادیویی منتشر کرده بود که باعث شد خاد (اداره خدمات امنیت دولتی) در پی دست‌گیری آن‌ها شود. همه فرار کردند ولی پسر خاله دستگیر و سه سال زندانی شد. همچنین برمک فیلم «دیوار» را به استعاره به اشغال افغانستان توسط شوروی ساخته بود و نزدیک بود باعث شود از دانشگاه مسکو بیرونش کنند.
نخستین گام‌های سینمایی‌اش را در آریانا فیلم زمانی گذاشت که هنوز دانش آموز لیسه نادریه کابل بود.
برمک در رشته فیلم سازی از دانشگاه سینمایی مسکو (انستیتیوت سینمایی شوروی یا افگیک) در سال ۱۹۸۷ فارغ‌التحصیل شد.
به گفته خودش دو فیلمی را که قرار بود بعد از برگشت از خارج بسازد، بر اثر شدت سانسور و سرکوب نتوانست بسازد. پس از آن هم دوره طالبان پیش آمد که بدتر بود.
صدیق برمک بعد از روی کارآمدن طالبان، به پاکستان مهاجرت کرد و پس از سرنگونی طالبان به افغانستان بازگشت و فعالیت سینمایی‌اش را در ریاست افغان فلم از سر گرفت. او از سال ۱۹۹۲ تا ۱۹۹۶، ریاست افغان فیلم را به عهده داشت.

## فیلم‌شناسی
- بلیارد (فیلم نیمه کاره): روایت زندگی بچه‌هایی که تمام زندگی شان گره خوردهِ قمار شده و شخصیت خودشان را گُم کرده بودند. برمک این فیلم را هنگامی که در صنف ۱۲ بود نوشت.[۴]
- دیوار ۱۹۸۴، استعاره‌ای به اشغال افغانستان توسط شوروی.[۴]
- دایره ۱۹۸۵، داستانِ بچه‌ای که آمده سینما را انفجار بدهد، هم‌زمان با آن بر پرده سینما می‌بیند که رستم فرزند خود (سهراب) را می‌کُشد، همین برخورد (تصاویری که رستم فرزند خود را ناشناخته از بین می‌بَرَد و بعدش ندامت می‌کَشد) برایش الهام می‌شود که چرا چنین می‌کند.[۴]
- بیگانه ۱۹۸۶، بر اساس داستانی از هوشنگ مرادی کرمانی به نام «صنوبر». دربارهٔ نابرابری و سوءتفاهم فرهنگ‌ها و برخورد دو فرهنگ دِه و شهر.[۴]
- اسامه ۲۰۰۳،
- جنگ تریاک ۲۰۰۸ :به سبک کمدی سیاه (کمدی – تراژدی)[۵]

### فیلم‌های مستند
- فاجعه پژمردن ۱۹۸۸
- حدیث فتح ۱۹۹۱[۴]
- پرونده تجاوز ۱۹۹۷

### فیلمنامه
- «عروج» دربارهٔ مجاهدین افغان[۴]
- سایه بر اساس داستانی از جلال آل احمد بچه مردم

## جایزه‌ها و افتخارات
- ۲۰۱۱ - لقب بهترین کارگردان آسیا در جشنواره فیلم‌های آسیایی (جشنواره سینمایی آسیا؛ در بمبئی هندوستان)[۶]

فیلم بیگانه:
- جایزه بهترین فیلم کوتاه از جشنواره بین‌المللی فیلم پیونگ یانگ کره شمالی (۱۹۸۸)
- فیلم تحسین شده در جشنواره بین‌المللی آسیا، آفریقا آمریکای لاتین، تاشکند ازبکستان (۱۹۸۹)

اسامه:
- جایزه دوربین طلایی جشنواره کن (۲۰۰۳)،
- جایزه گلدن گلوب بهترین فیلم خارجی (۲۰۰۴)،
- جایزه اصلی جشنواره «فیلم نو و رسانه نو» در شهر مونترال کانادا،
- جایزه ساترلند جشنواره فیلم لندن سال برای بهترین فیلم (۲۰۰۳)،
- جایزه بهترین کارگردانی از جشنواره سینمای جهان کیپ تاون افریقای جنوبی(۲۰۰۳)،
- جایزه بهترین فیلم داستانی و جایزه بهترین بازیگر زن از جشنواره بین‌المللی فیلم مولدست اوکراین (۲۰۰۳)،
- جایزه جریان نو با تذکر ویژه و جایزه فیلم برگزیده تماشاگران از جشنواره بین‌المللی فیلم بوسان کره جنوبی (۲۰۰۳)،
- جایزه بهترین بازیگر زن از جشنواره بین‌المللی فیلم مانیلا فلیپین (۲۰۰۴)
- جایزه بهترین فیلم گلدن اسپایکیا (تیر طلایی) از جشنواره بین‌المللی فیلم والیدولد هسپانیا (۲۰۰۳)،
- جشنواره فیلم بین‌المللی براتیسلاوا جایزه اصلی با تذکر ویژه. سلواکیا (۲۰۰۳)

فیلم جنگ تریاک
- جایزه منتقدین سینمای ایتالیا به نام مارک آورل در جشنواره بین‌المللی سینمایی رم برای فیلم جنگ تریاک[۱][۷]
- جایزه بهترین فیلم از جشنواره باتومی گرجستان ۲۰۰۹ برای فیلم جنگ تریاک[۱][۸]
- جایزه الهه طلایی بهترین کارگردانی، پریشتینا کوزوو ۲۰۰۹ برای فیلم جنگ تریاک[۹]